# ماتئو گراندی
ماتئو گراندی (انگلیسی: Matteo Grandi؛ زادهٔ ۱۲ اکتبر ۱۹۹۲) بازیکن فوتبال اهل ایتالیا است.
از باشگاه‌هایی که در آن بازی کرده‌است می‌توان به باشگاه فوتبال چزنا اشاره کرد.